# Slanke waaierslak
De slanke waaierslak (Microchlamylla gracilis) is een zeenaaktslak met een transparant of witachtig lichaam. Op hun rug zitten rode sprietjes, die aan de uiteinden wit zijn. De koptentakels zijn lang en slank. De reuksprieten (rinoforen) zijn glad. De voet heeft aan de voorkant twee punten. Hun grootte is maximaal 15 mm. Ze leven onderwater tot 10 m diep.
De soort komt voor in de noordelijke Atlantische Oceaan tot de Golf van Biskaje. In Nederland is de soort in het voorjaar onder andere te vinden in de Oosterschelde, bijvoorbeeld op de pijlers van de Zeelandbrug.
Het voedsel van de slanke waaierslak bestaat uit de Hydroïdpoliepensoorten Eudendrium arbuscula en Eudendrium album.